# Arne Jones
Arne Julius Jones (Borgsjö, 20 oktober 1914 – Sollentuna, 8 oktober 1976) was een Zweedse beeldhouwer.

## Leven en werk
Jones werd geboren in de gemeente Borgsjö in het landschap Medelpad in de provincie Västernorrlands län. Hij bezocht in Fränsta de Ålsta folkhögskola, waar hij in 1932 de schrijver Lars Ahlin leerde kennen. Ahlin hielp hem met de financiering van zijn verdere studie en de twee bleven hun hele leven bevriend. Van 1934 tot 1940 volgde Jones een opleiding reclametekenen en modelleren aan de Tekniska aftonskola en hij was van 1935 tot 1944 werkzaam in een steenhouwerij. Van 1941 tot 1947 studeerde hij beeldhouwkunst aan de Kunligar Konsthögskolan Mejan in Stockholm bij onder anderen Eric Grate.
Jones was een vertegenwoordiger van de moderne beeldhouwkunst en nam in 1947 met onder anderen Bror Marklund en de leden van de kunstenaarsgroepering 1947 års män deel aan de avantgardistische expositie Ung Konst (Jonge Kunst) bij galerie Färg och Form.
Aansluitend studeerde hij in Frankrijk (1947) en in Italië en Engeland (1948). Vanaf 1949 exposeerde hij eerst in het Norrköpings Museum, gevolgd door deelname aan exposities in Parijs tijdens de Salon des Réalités Nouvelles van 1950 en 1951 en de Salon de Mai van 1952 en met Galerie Denise René in 1953 in Parijs, New York, Hamburg en Brussel. In 1959 werd hij uitgenodigd voor de Biënnale Middelheim in Antwerpen, in 1961 voor de Exposition internationale de la sculpture comtemporaine in het Musée Rodin in Parijs en in 1963 voor de expositie La jeune sculpture wederom in het Musée Rodin. In 1968 was Jones met werk vertegenwoordigd in het Zweedse paviljoen tijdens de Biënnale van Venetië.
Het werk van Arne Jones werd, evenals dat van Bror Marklund sterk beïnvloed door de Franse beeldhouwer Henri Laurens, maar meer architecturaal opgebouwd. Van 1961 tot 1971 was Jones hoogleraar aan de kunstacademie van Stockholm. Hij kreeg in 1970 de prestigieuze Sergelpriset voor beeldhouwkunst.

## Werken (selectie)
- Don Quijote och Hamlet (1949), Björkhagens skola in Stockholm
- Sagan om den borttappade bollen (1950), Ulriksbergsskolan in Växjö
- Katedral (1952), Västertorps Skulpturpark in Stockholm, in het Mästarnas Park in Hällefors en in het beeldenpark van het Norrköpings konstmuseum
- Hillfontänen (1955), Skomaregatan - Kiljansgatan in Lund
- Spiralrum (1955), Blackebergs läroverk in Stockholm
- Vertikal komposition (1956), Fysiologiska institutionen, Sölvegatan in Lund
- Resonans (1958), Stadsparken in Örebro
- Spiral Reflex, voor het Norrköpings Museum in Norrköping
- Spiral rotation (1961), Industrins hus, Storgatan in Stockholm
- Sfär (1961), Lorensborgsgatan - Vendelsfridsgatan in Malmö
- Rosa Fontana (1967), Västerborg in Uppsala
- Ställbart universum (1967), Frölunda torg in Göteborg
- Venus (1971), Dalhems centrum in Helsingborg
- Människor på ett torg (1974), SE-Banken in Malmö
- Progression (1979), Skinnarviksparken in Stockholm
- Rum för vindar (1962), Skiljeboplatsen in Västeras
- Mänsklig byggnad (1964), Luleå tekniska universitet
- Nova (1964), Dagens Nyheter in Stockholm
- Yin-Yang (1965-66), Chalmers tekniska högskola in Göteborg en Kulturhuset in Borås
- Kumlan (1966), stadshusparken in Örebro
- Rasande balans (1967), Stålforsskolan in Eskiltuna
- Expenderatorn (1968), Skeppsholmen in Stockholm
- Seismisk komposition (1968), Kärrtorp in Stockholm
- Vevax (1969), Rudbecksskolan in Sollentuna

## Fotogalerij

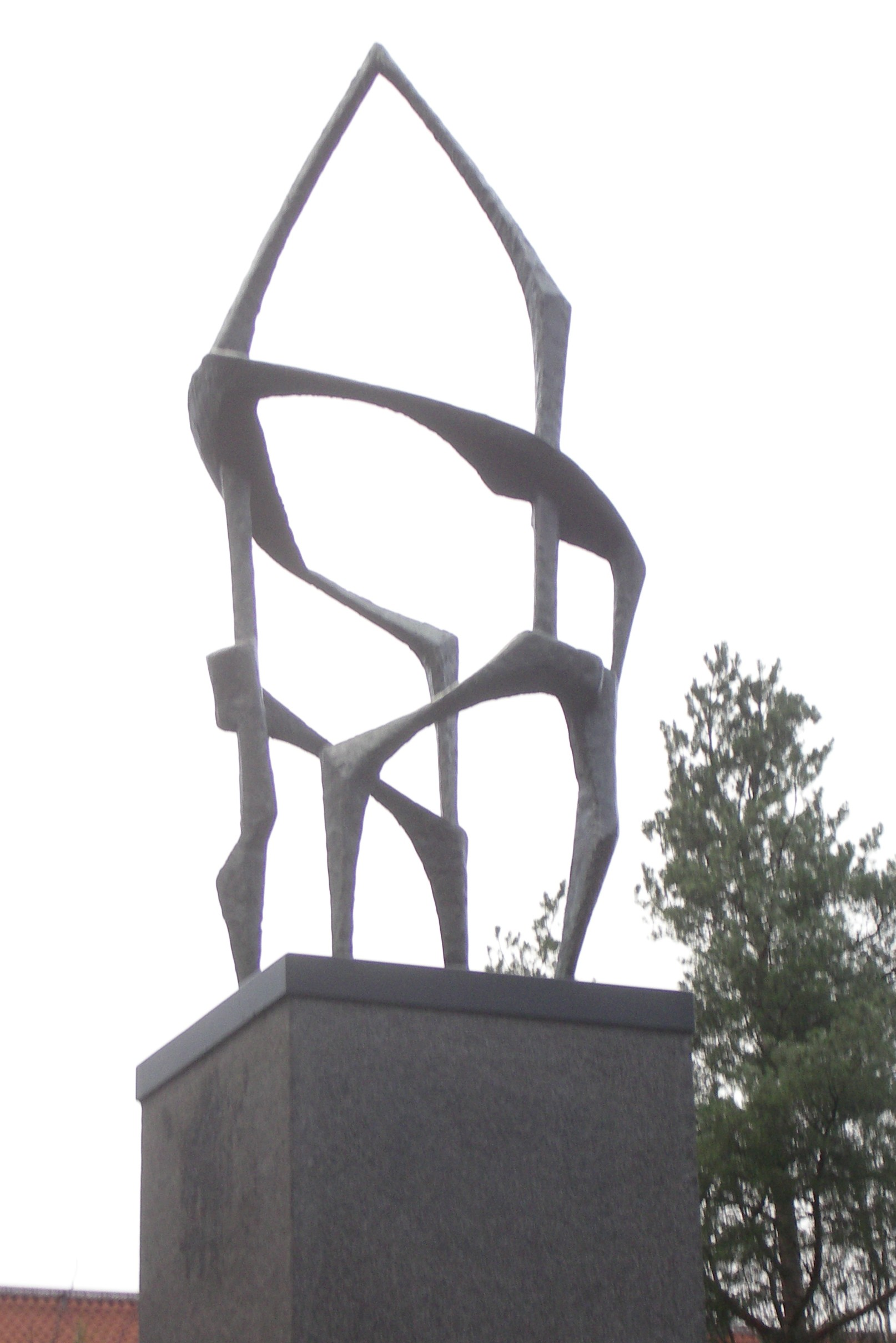
Katedral (1947) in Stockholm
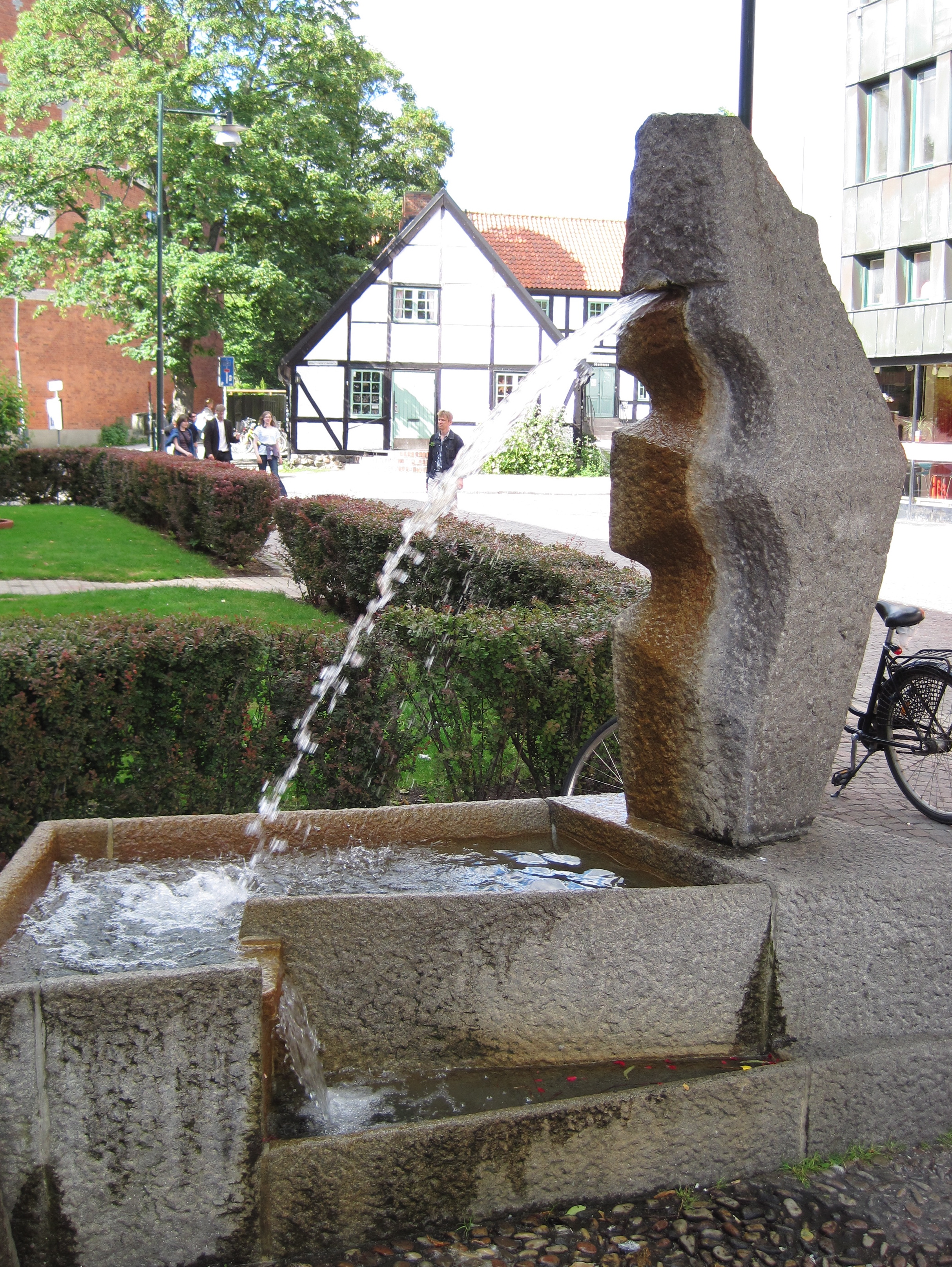
Hillfontänen (1955) in Lund
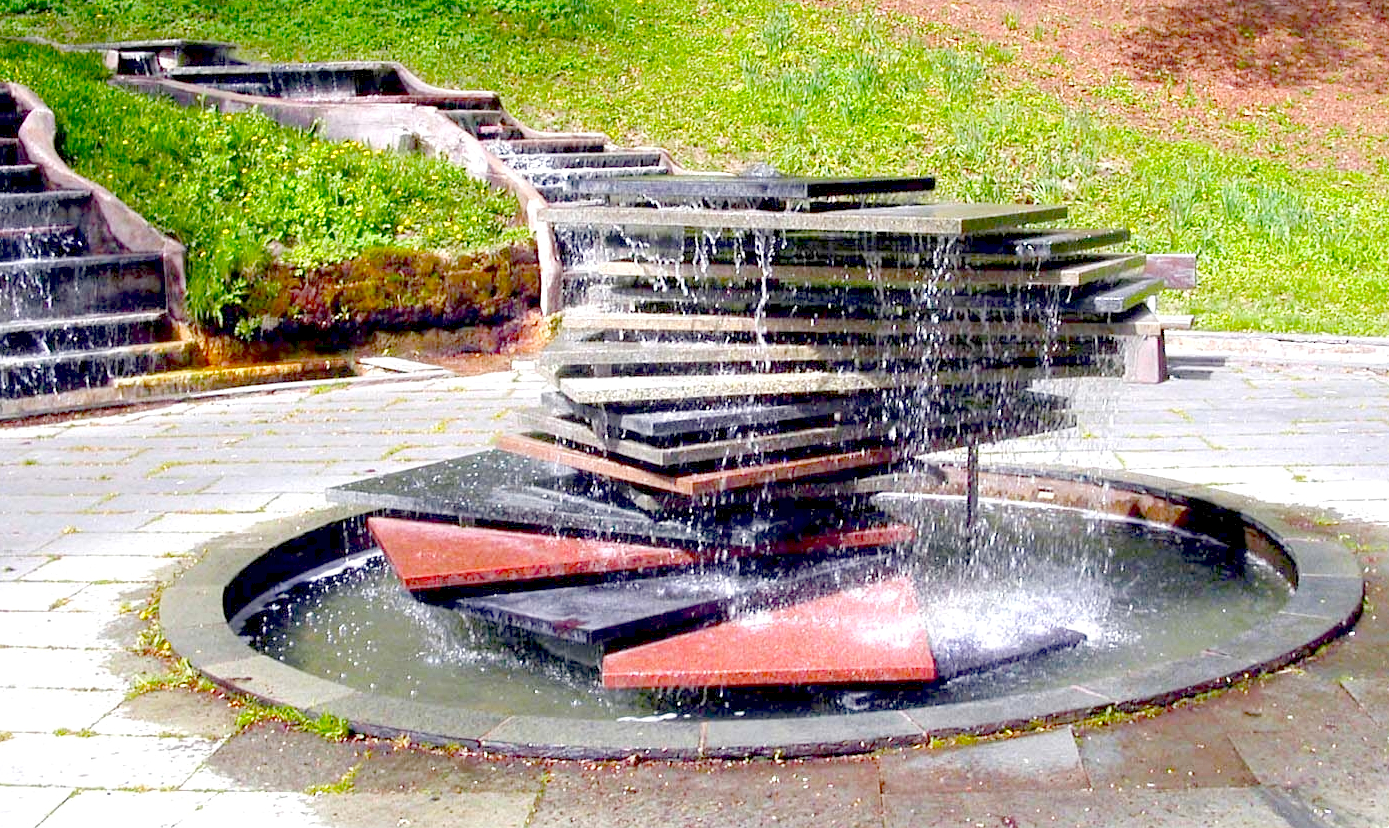
Fontän/Skulptur (1960) in Uppsala
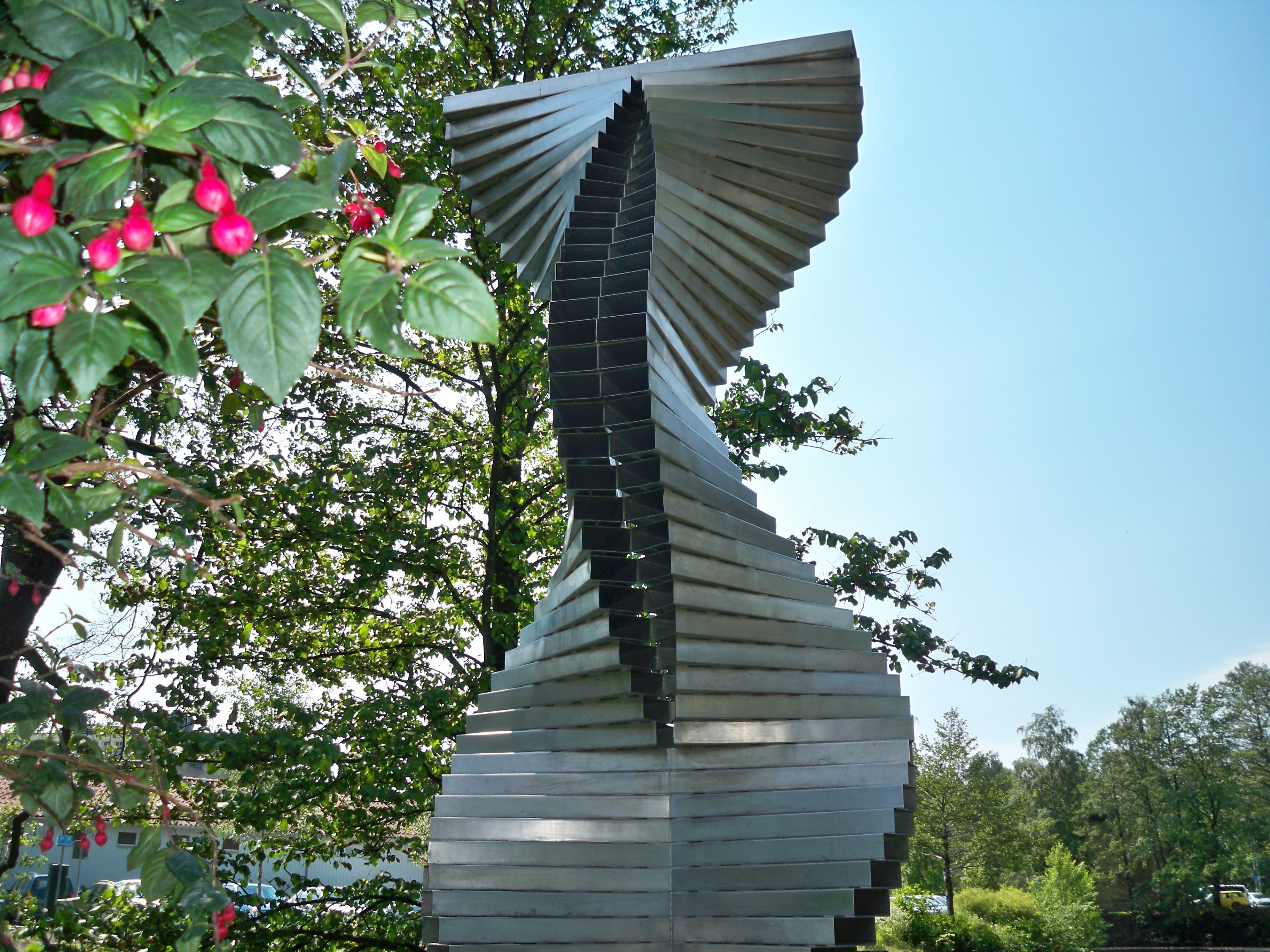
Yin-Yang (1965-66) in Borås
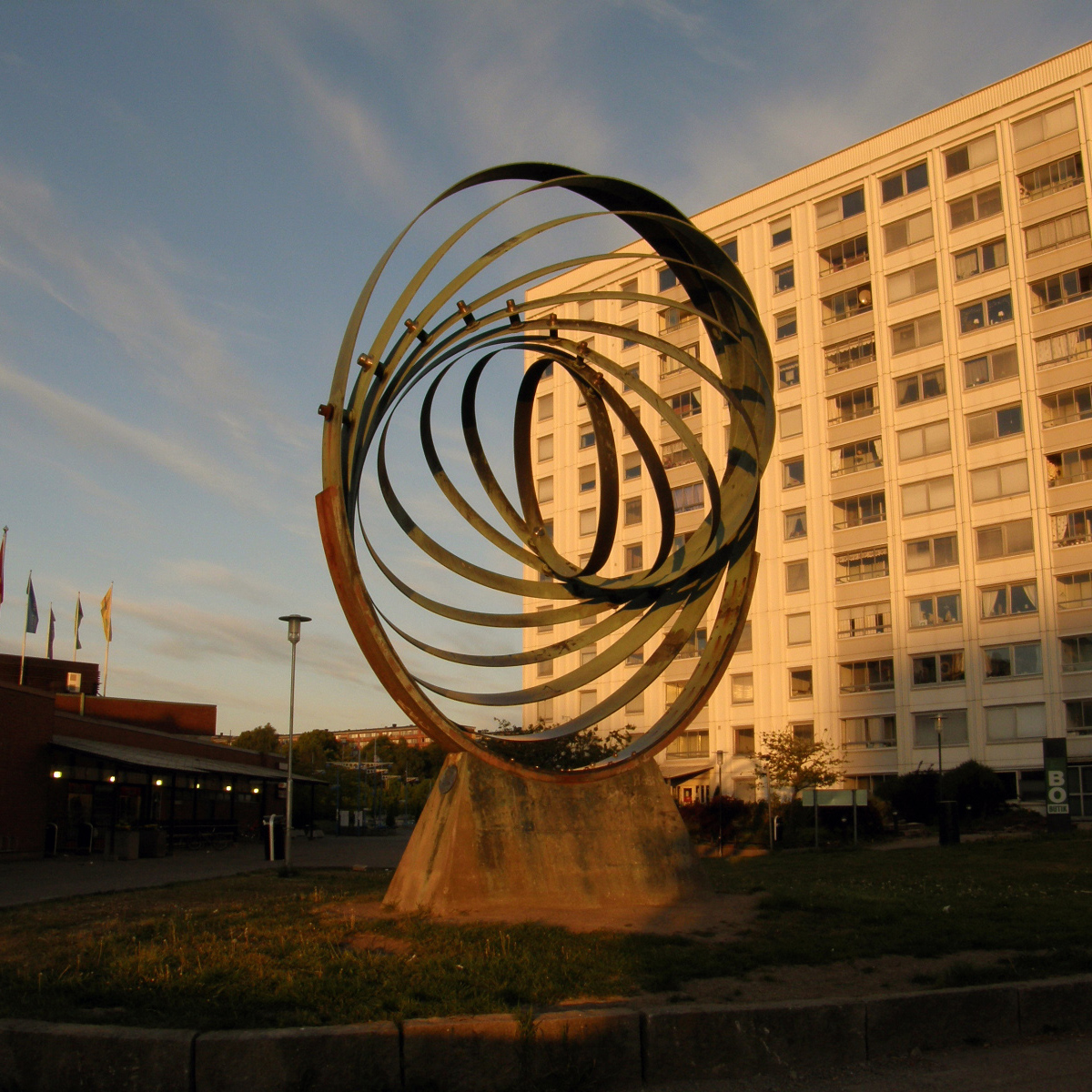
Ställbart universum (1967) in Göteborg
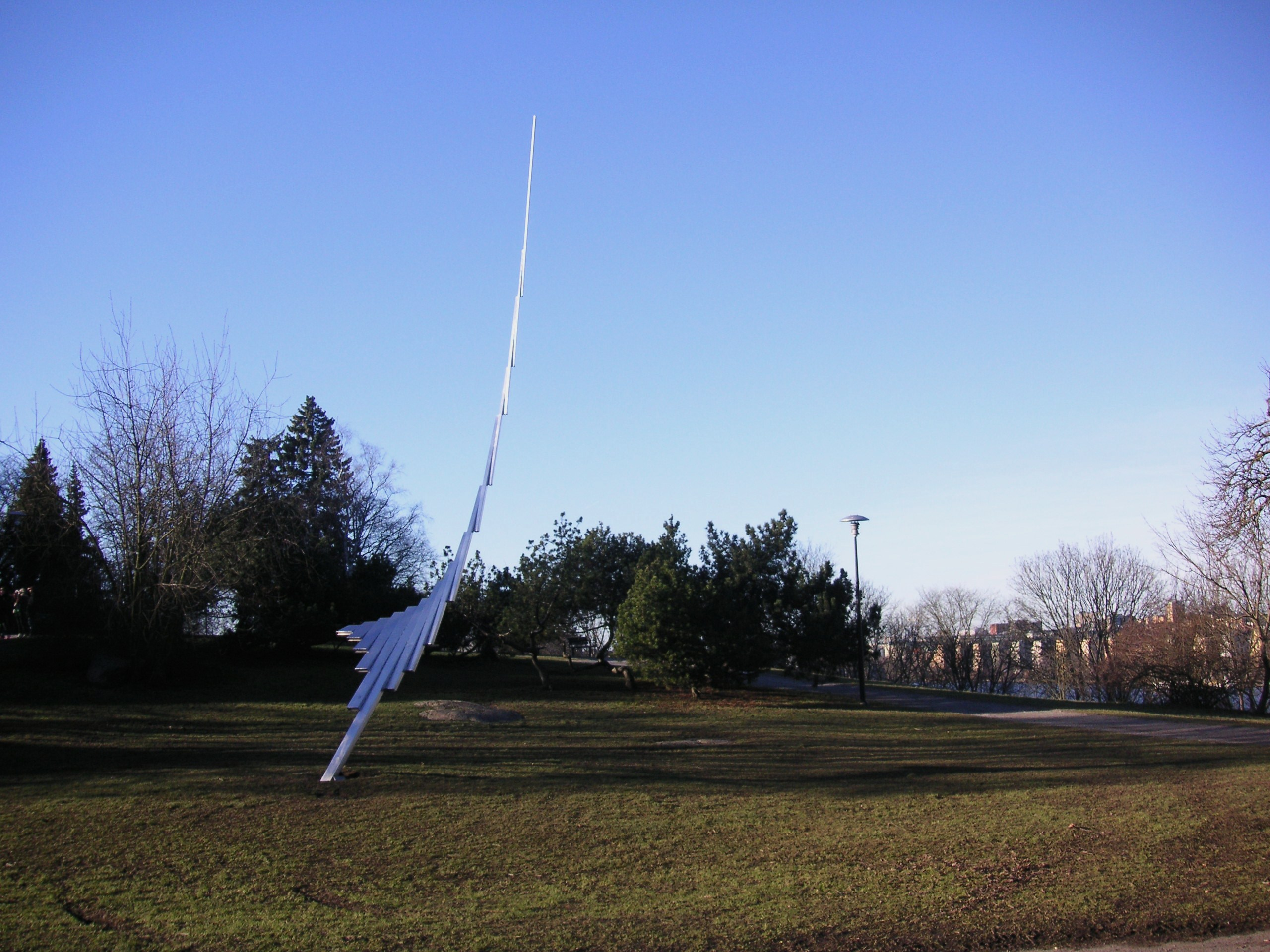
Progression (1979) in Stockholm